# Isle La Motte
Isle La Motte är en kommun (town) i Grand Isle County i delstaten Vermont i USA. Vid folkräkningen år 2000 bodde 2 980 personer på orten. Den har enligt United States Census Bureau en area på totalt 43,1 km² varav 22,5 km² är vatten. 